# Eugene W. Chafin
Eugene Wilder Chafin (East Troy, 1º de novembro de 1852 – 30 de novembro de 1920) foi um político dos Estados Unidos e líder do Partido da Proibição. Trabalhou como advogado em Waukesha, Wisconsin de 1876 até 1900.
Foi o candidato do Partido da Proibição para a presidência dos Estados Unidos nas eleições de 1908 e 1912, recebendo 252.821 e 207.972 votos, respectivamente, aproximadamente 1,5% cada vez. Também concorreu ao Congresso e a governador de Wisconsin, ambas sem sucesso.

## Livros
- Voters' Handbook, (1876)
- Lives of the Presidents, (1896)
- Lincoln, the Man of Sorrow, (1908)
- Washington as a Statesman, (1909)